# Serratula tinctoria

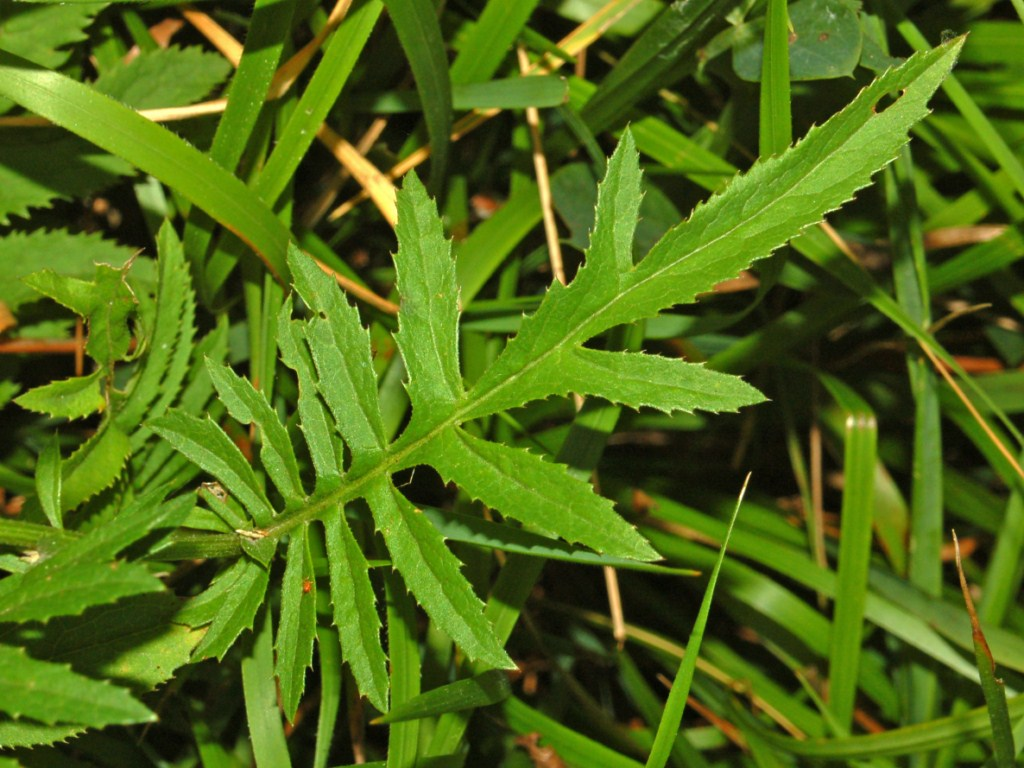
Hoja, detalle.

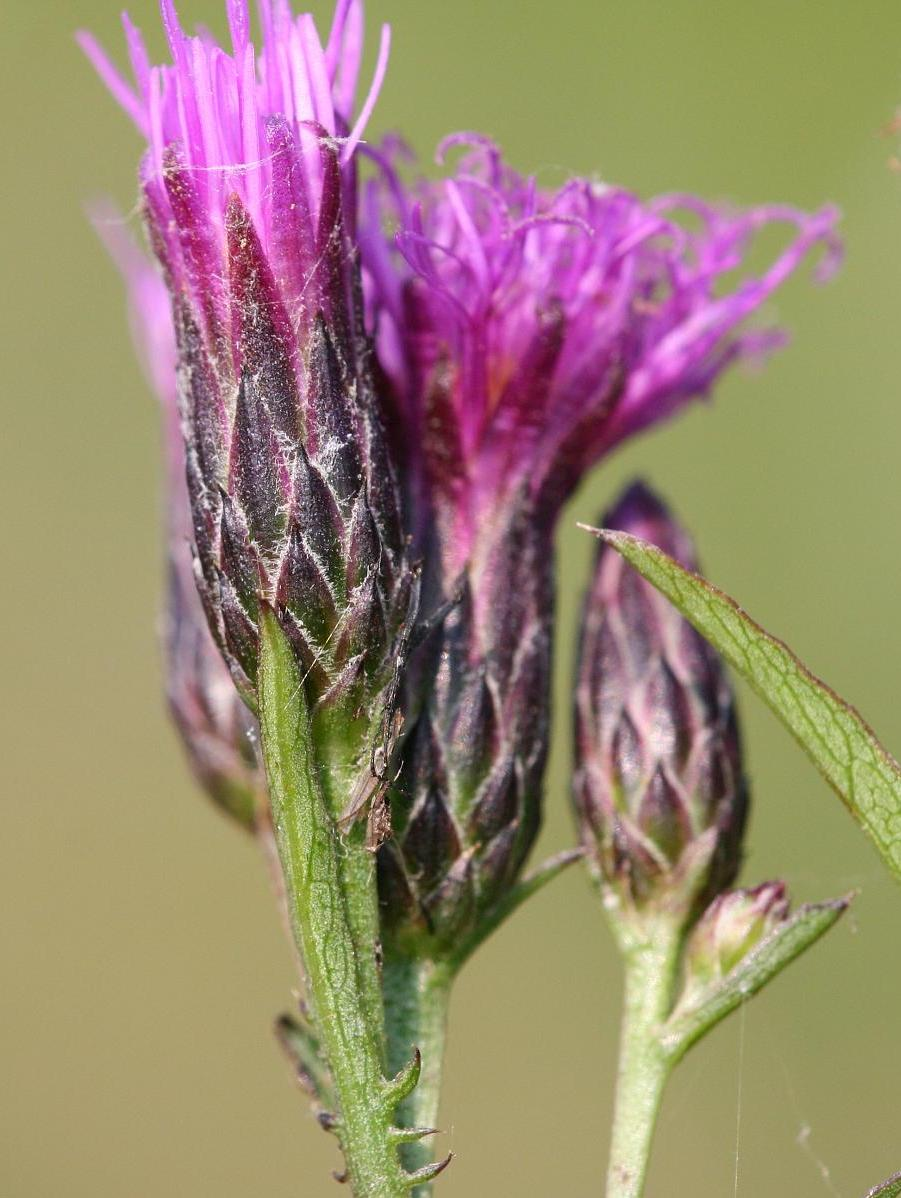
Capítulos.

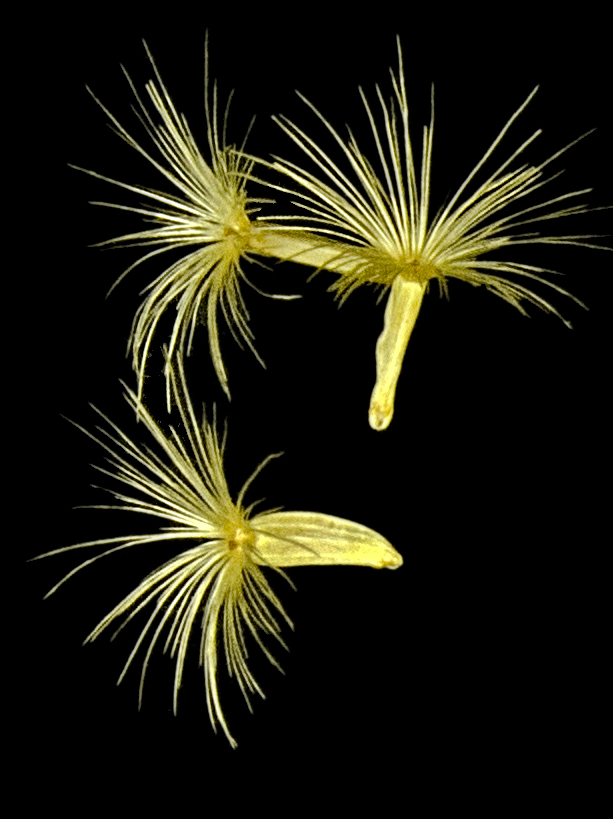
Serratula tinctoria: Cipselas sueltas.

Serratula tinctoria es una especie de plantas con flores del género Serratula, familia Asteraceae.

## Descripción
Es un planta herbácea perenne, rizomatosa, de un color verde intenso, glabrescente, con tallos de hasta de 120 cm, erectos, usualmente ramificados en la parte superior, con costillas longitudinales muy marcadas y hojas en toda su longitud. Dichas hojas miden hasta 40 por 15 cm, las basales en roseta, pecioladas, enteras, dentadas, pinnatífidas o pinnnatipartidas, el resto sésiles, no decurrentes, menores hacia la parte superior del tallo, pinnatipartidas o pinnatisectas, con 5-10 pares de lóbulos laterales de oblongo-lanceolados a lineares, con margen inciso-dentado o serrado, con la haz y envés glabrescentes, las distales lineares, enteras o de pinnatífidas a pinnatisectas, con 1-7 pares de lóbulos laterales, y las inmediatas a las inflorescencias lineares u oblongas, laxamente dentadas o dentado-subespinulosas. Los capítulos son terminales, solitarios, casi siempre reunidos en inflorescencias corimbiformes o paniculiformes, más o menos pedunculados, homógamos, hermafroditas o funcionalmente femeninos. El involucro, de 1-2 por 0,2-1 cm, es ovoide-cilíndrico con brácteas imbricadas y más o menos adpresas, dispuestas en 5-8 series, gradualmente mayores de fuera hacia dentro del capítulo; las externas y medias ovadas u ovado-oblongas, de verdosas a violetas, a menudo con 3-5 nervios destacados y espacios intercostales de un violeta intenso, con margen peludo y mucrón distal; las internas lineales o linear-lanceoladas, con ápice papiráceo, de color rosa, púrpura o violeta, débilmente escábrido sobre el dorso. Las flores, hermafroditas o funcionalmente femeninas, tienen corola pentamera glabra, centimétrica, purpúrea, violeta o muy rara vez blanca. El estilo es de color purpúreo-violeta, más claro hacia la base. Las cipselas son homomomorfas, glabras, fusiformes u oblongoobovoides, más o menos parduscos en la madurez, con costillas longitudinales tenues de un pardo más claro o más oscuro y la placa apical tiene un nectario central; el hilo es lateral, de orbicular a ovado o elíptico. El vilano es blanquecino, persistente, con pelos escábridos.

## Hábitat y distribución
Prospera en bosques caducifolios, linderos de bosque, matorrales, praderas etc., en suelos preferentemente ácidos o neutros, más rara vez en calizas, desde 50 hasta 2000 m de altitud. Se extiende por Europa, hasta el centro de Rusia y África del norte (Argelia). En la península ibérica está limitada a su mitad septentrional.

## Taxonomía
La especie fue descrita por Carlos Linneo y publicada en Species Plantarum, vol. 2, p. 816, 1753.

## Taxones infraespecíficos aceptados
- Nota: es una especie muy polimorfa en su hábito y morfología foliar, lo que ha propiciado el reconocimiento de táxones infraespecíficos, la mayor parte de los cuales se consideran sinónimos.

- Serratula tinctoria subsp. monticola (Boreau) Berher[3][1]

Sinonimia
- Carduus argutus Sweet
- Carduus tinctorius Scop.
- Serratula inermis Poir.
- Serratula inermis Gilib. nom. inval
- Serratula tinctoria subsp. tinctoria[3]

## Nombres comunes
- Castellano: serradella, serratela, serrátula, serrátula de los tintoreros, yerba

amarilla.